# Кадріє Нурмамбет
Кадріє Нурмамбет (рум. Cadrie Nurmambet; крим. Qadriye Nurmambet; 21 серпня 1933, Базаржик, регіон Добруджа, Румунське королівство — 31 січня 2023) — румунська кримськотатарська виконавиця народних пісень і фольклористка. Відома як «соловей Добруджі».

## Біографія
Кадріє Нурмамбет народилася 21 серпня 1933 року у містечку Базаржик, регіон Добруджа, Румунське королівство (тепер Добрич, Болгарія) у сім'ї кримських татар Пакізе та Ахмета. Її батько був офіцером у 40-му артилерійському полку 9-ї дивізії Мерешешть. Коли Румунія віддала Болгарії Південну Добруджу на початку Другої світової війни, сім'я Кадріє переїхала на північ, до міста Меджидія, куди її батька призначили командувати гарнізоном.
Вона вивчала юриспруденцію у Бухарестському університеті, який закінчила 1957 року. Кадріє є першою кримськотатарською жінкою-юристом Румунії, працювала в адвокатській палаті Констанци.
Нурмамбет цікавилася фольклором та народною музикою з дитинства, і виступала із кримськотатарськими та румунськими народними колективами. Перший виступ на сцені відбувся 1950 року у румунському Атенеумі, поруч із такими виконавцями народної музики як Еміль Гавріш, Штефан Лазареску, Лукреція Чобану, Маріа Летерецу та віртуозом гри на сірінзі Феніке Лука. Вони виступали із оркестром Барбу Леутару, диригентами якого були Йонель Будіштеану та Ніку Стенеску.
1954 року професор Національного університету музики Бухареста Тіберій Александру схвально відгукнувся про її виступ і голос Кадріє вперше зазвучав на радіо. Її перший альбом було випущено 1960 року під лейблом Electrecord, після чого були альбоми 1963, 1974, 1980, 1982 та 1989 років.
Кадріє вивчила свої перші пісні від матері, але пізніше вона серйозно зацікавилася колекціонуванням традиційних пісень. Вона подорожувала селами Добруджі й шукала представників кримськотатарської, ногайської та турецької культур. 1957 року її запросили записати понад 90 традиційних татарських та турецьких пісень для Золотого звукового архіву Бухарестського інституту етнографії та фольклору. Вона також працювала над збереженням традиційної музики турків та татар Румунії, навчаючи та консультуючи виконавців.
2009 року вийшов її студійний альбом «Татарські та турецькі традиційні народні пісні», записаний Electrecord.
Померла 31 січня 2023 року.